# Latastia siebenrocki
Latastia siebenrocki är en ödleart som beskrevs av  Gustav Tornier 1905. Latastia siebenrocki ingår i släktet Latastia och familjen lacertider. Inga underarter finns listade i Catalogue of Life.